# Rock Me (canção de One Direction)
"Rock Me" é uma canção da boy band britânica-irlandesa One Direction, gravada para o seu segundo álbum de estúdio Take Me Home. Foi composta por Peter Svensson, Sam Hollander, Lukasz Gottwald, Henry Walter e Allan Grigg. A produção esteve a cargo de Dr. Luke, Circut e Kool Kojak. A música foi criada em um dia: Grigg fez as batidas, Hollander conceitualizou o título e a melodia "simplesmente veio". Embora não tenha tido nenhum lançamento em destaque, devido às vendas digitais após a edição do trabalho de originais, conseguiu entrar e alcançar a nonagésima oitava posição na Billboard Hot 100, dos Estados Unidos.
A obra deriva de origens estilísticas do pop rock com um andamento mediano, e possui um riff de palmas similar ao utilizado no single "We Will Rock You", da banda Queen, lançado em 1977. Seu arranjo musical consiste no uso de vocais, guitarra e piano. Liricamente, se refere a uma mensagem nostálgica a uma ex-companheira, e possui um duplo sentido para a relação sexual humana. A composição recebeu opiniões positivas dos críticos, que apreciaram a qualidade da sua produção e seus elementos de rock.

## Antecedentes

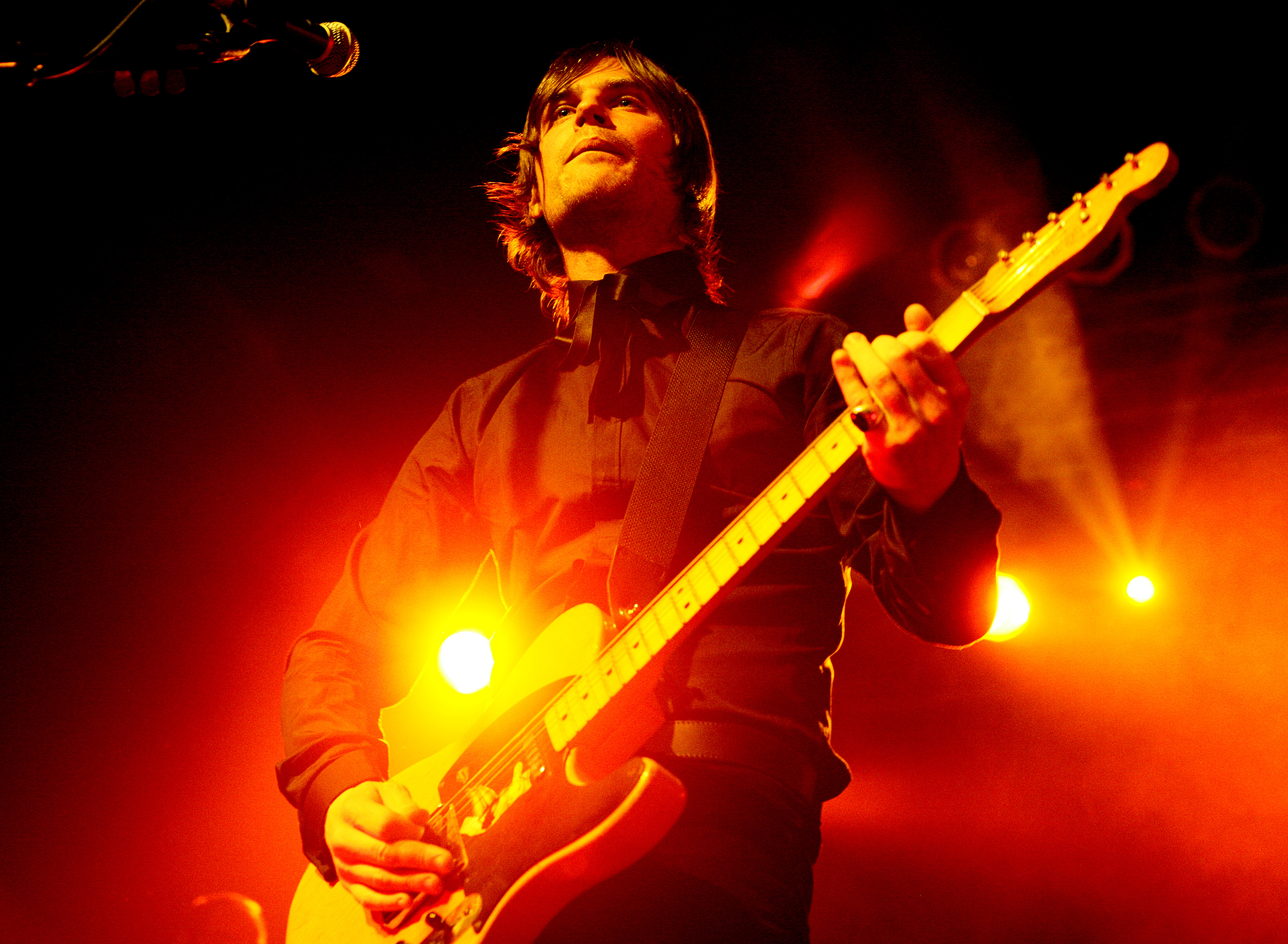
Peter Svensson (foto), Sam Hollander e o brasileiro Allan Grigg compuseram "Rock Me" em uma colaboração de apenas um dia.

Após o lançamento do álbum de estreia da banda, Up All Night, em 2011, que tornou-se o terceiro mais vendido em 2012 em todo o globo com mais de 4.5 milhões de cópias, foi confirmado que o grupo tinha iniciado o desenvolvimento de seu segundo disco de originais. Durante entrevista ao National Post, eles revelaram ainda que estavam organizando-se em reuniões com diferentes produtores e compositores. No mesmo mês, Tom Fletcher, vocalista da banda McFly, afirmou estar envolvido na composição e, pouco depois, Ed Sheeran, com quem o grupo havia declarado ter interesse em trabalhar em fevereiro, também revelou que iria contribuir para a escrita do disco, alegando: "Escrevi um par de canções quando tinha 17 [anos] que o One Direction quer para o seu próximo álbum (...) Estarei no estúdio em agosto para lhes produzir as faixas". Numa entrevista, Niall Horan comentou sobre o trabalho:
| “ | [Nosso novo CD] está anos-luz à frente do nosso álbum anterior. Soa mais como nossa vida. A bateria é mais poderosa. Quando se faz um segundo álbum, acho que você precisa superar o anterior e, pessoalmente, creio que conseguimos. É muito melhor. | ” |

"Rock Me" foi elaborada em apenas um dia por colaboração de Peter Svensson, guitarrista da banda sueca The Cardigans, Sam Hollander e Allan Grigg para o segundo álbum do grupo, Take Me Home, que foi lançado em novembro de 2012. Primeiramente, Grigg trabalhou na sua batida de andamento mediano. "Se você consegue transformar uma canção rápida em lenta, as garotas perdem a cabeça", disse Allan para a revista Time. Svensson refletiu que Hollander "teve uma ideia para um título que era tipo 'rock me' ao invés de 'rock you', então surgiu a melodia". Os co-produtores Dr. Luke e Cirkut terminaram também com créditos de escrita na gravação completada — "prática operacional padrão, agora que o som de uma música tem muito a fazer como sua letra ou melodia", de acordo com o correspondente Douglas Wolk, da revista mencionada anteriormente.

## Estilo musical e letra
"Rock Me" é uma canção de andamento mediano que deriva do estilo musical pop rock. Chris Payne da Billboard notou que a obra desvia do bubblegum presente no restante de Take Me Home, o que também foi notado por Al Fox, redator do blog musical da BBC, que apelidou a composição de "vagamente rocker". A batida e o riff de palmas utlizados são similares aos utilizados no single de 1977 da banda Queen, "We Will Rock You". De acordo com a partitura publicada pela Sony/ATV Music Publishing, os vocais do grupo na música variam entre a nota baixa de fá até a nota alta de dó. A sua instrumentação inclui guitarra, piano e vocais. Foi escrita na chave de lá bemol maior, com um tempo de assinatura comum e um metrônomo de 84 batidas por minuto.
O refrão da canção também faz referências à banda Queen, o que é exemplificado nos versos "Eu quero que você me rockeie, yeah, eu quero que você pise fundo na tábua, me mostre que você se importa". A sua letra retrata uma mensagem nostálgica sobre uma ex-companheira e possui um duplo sentido para a relação sexual humana. Sobre seu duplo sentido, o compositor Allan Grigg afirmou o seguinte: "Ao mesmo tempo, há vulnerabilidade nisso, isso é, tipo, tão doce para as garotas. É um pouco auto-depreciativo. Não há tanto machismo evidente na música". O letrista Sam Hollander disse que aproximou a obra com o ensino médio e que: "No primeiro projeto, eles [One Direction] eram calouros, inocentes e de olhos arregalados. Agora é um ano mais maduro, há festas e licenças de motorista, e o mundo é para ser deles. Foi essa ideia que quis captar".

## Recepção pela crítica
A canção ganhou revisões positivas da crítica, que apreciaram a qualidade da produção e seus elementos de rock. Alexis Petridis, escrevendo para o The Guardian, considerou a canção como "torturante", descrevendo seu conteúdo lírico como tediante e sem inspiração. A escritora do The New Zealand Herald Lydia Jenkin considerou "Rock Me" como uma das "canções mais banais já escritas", mas disse que o grupo "sabe o que as garotas adolescentes querem ouvir". Sam Lansky, crítico do Idolator, publicou que a obra é "irresistível", e disse que sua paleta sonora é "extremamente estupefata". Escrevendo para o HitFix, Melinda Newman apreciou sua batida "quase hipnótica", e notou que a composição "parece perfeitamente apta a se tornar uma música obrigatória nas apresentações ao vivo". Ben Rayner do Toronto Star disse que as referências à banda Queen presentes na letra são um feito "inteligente", avaliando que a composição "mostra que as marionetes do One Direction nem sempre funcionam no piloto automático". No Digital Spy, Robert Copsey disse que o tema é "simples, porém genialmente cativante", e que isso é um dos seus atributos mais fortes. Chris Payne, escrevendo para a revista Billboard, aplaudiu os elementos de rock da faixa, considerando-os como uma "bem-vinda" variação do som bubblegum do restante do disco.

## Desempenho nas tabelas musicais
Na semana de 18 de novembro de 2012, "Rock Me" estreou, devido a suas descargas digitais, na posição número um da Bubbling Under Hot 100 Singles, que lista as vinte canções que por pouco não entraram na Billboard Hot 100, que é a principal parada norte-americana. Como resultado de uma série de downloads de fim-de-ano, alcançou a posição de número 98 da Hot 100, sendo a sua melhor posição obtida. No mesmo país, conseguiu entrar na Digital Songs e em sua variação pop, nas posições 69 e 38, respectivamente. Em território canadense, adentrou na tabela que mede as distribuições digitais, na 69.ª posição. Em 30 de agosto de 2013, quase um ano após seu lançamento oficial, "Rock Me" foi certificada como ouro pela Federação Internacional da Indústria Fonográfica, que representa o mercado fonográfico na Dinamarca. Outras composições de Take Me Home também receberam a mesma certificação.